# دالوند (نام خانوادگی)
دالوند یک نام خانوادگی است. افراد سرشناس با این نام از این قرارند:
- احمدرضا دالوند (۱۳۳۷–۱۳۹۷)، منتقد هنری، نویسنده و پژوهشگر هنر، تصویرگر و طراح گرافیک اهل ایران
- کیانوش دالوند (زادهٔ ۱۳۴۸)، کارگردان و فیلم‌نامه‌نویس انیمیشن اهل ایران

سجاد دالوند: گوینده و مجری تلویزیون